# Parasulenus lebisi
Parasulenus lebisi är en skalbaggsart som beskrevs av Stefan von Breuning 1957. Parasulenus lebisi ingår i släktet Parasulenus och familjen långhorningar.
Artens utbredningsområde är Madagaskar. Inga underarter finns listade i Catalogue of Life.